# 425 v.Chr.
Het jaar 425 v.Chr. is een jaartal volgens de christelijke jaartelling.

## Gebeurtenissen

### Griekenland
- De Atheners onder bevel van Demosthenes nemen in de Slag bij Pylos de stad in. Het Spartaans garnizoen onder Brasidas geeft zich over na de Slag bij Sphacteria.

### Perzië
- Koning Artaxerxes I verliest Trapezus (huidige Trabzon). Hiermee is de noordkust van Klein-Azië niet langer onder de Perzische invloedssfeer.

## Verschenen
- De Acharniërs van Aristophanes